# علی طاهران
علی طاهران (زادهٔ ۷ آوریل ۱۹۹۷ در تبریز) بازیکن فوتبال اهل ایران است.که در باشگاه فوتبال چادرملو بازی می‌کند.
طاهران همچنین در تیم ملی فوتبال جوانان ایران بازی کرده‌است. این بازیکن در لیگ شانزدهم در زمان سرمربی‌گری امیر قلعه نویی توانست به ترکیب اصلی تراکتور برسد.